# Meurtre de Potempa
Le meurtre de Potempa est un crime politique, le meurtre d'un ouvrier communiste allemand, Konrad Pietrzuch, par cinq membres de la SA, la nuit du 9 au 10 août 1932.
Ce meurtre intervient dans le contexte de quasi-guerre civile qui se déroule avant et après les élections législatives allemandes de juillet 1932, qui voit des affrontements pratiquement quotidiens entre les deux factions aux extrêmes opposés, les nazis du Parti national-socialiste des travailleurs allemands et leurs sections d'assaut (SA) d'une part, les communistes du KPD d'autre part.
Ce fait divers a connu une très forte exposition médiatique à l'époque des faits, en particulier parce que le parti sorti en tête des urnes, le NSDAP, et son meneur, Adolf Hitler, prennent fait et cause pour les meurtriers. Le meurtre et les débats qui s'ensuivent poussent le président du Reich Paul von Hindenburg à refuser, le 13 août 1932, de constituer un gouvernement avec Hitler à sa tête, et rompt temporairement les discussions avec les nazis. Cet événement est considéré de nos jours comme un tournant de l'histoire allemande, comme le moment où l'État de droit cesse dans la république de Weimar.

## Meurtre
Les faits se déroulent la nuit du 9 août 1932 au 10 août 1932, en Haute-Silésie, dans le village de Potempa (hameau aujourd'hui rattaché à la commune de Krupski Młyn en Pologne). Cinq personnes en uniforme de la SA font irruption au domicile de l'ouvrier syndicaliste Konrad Pietrzuch (Pietzuch, Piecuch, Pietczuch), militant communiste et opérateur de production dans une petite usine, et le battent à mort avant de l'achever d'un coup de feu, devant sa mère et son frère Alfons,.

## Contexte
Après une vague d'assassinats et d'actes violents en avril 1932, le cabinet présidentiel (de) Brüning II avait de nouveau interdit la SA (après que le cabinet Brüning I l'eut autorisée en mars 1931 pour la première fois après l'interdiction prononcée après le putsch de Kapp). Mais son successeur, le cabinet présidentiel Papen avait levé cette interdiction en juin 1932. Néanmoins, du fait de la recrudescence des meurtres entre factions politiques en Allemagne, Franz von Papen avait pris quelques heures avant les faits un décret d'urgence (en allemand : Notverordnung), conformément aux dispositions de l'article 48 de la constitution de Weimar, intitulé « Verordnung des Reichspräsidenten gegen politischen Terror » en français : « Disposition du président du Reich contre la terreur politique », qui stipulait qu'en cas de meurtre pour motif politique, son auteur encourait la peine de mort.
Toujours pour renforcer l'autorité de son cabinet, il fut décidé que les auteurs du meurtre seraient traduits devant un tribunal d'exception après une procédure accélérée.

## Procès
En l'occurrence, les cinq accusés, appréhendés quatre jours après les faits, sont traduits devant le tribunal de Beuthen, et leur procès dure quatre jours, du 19 au 22 août 1932. Le médecin-légiste mentionnait dans son rapport que la victime avait subi les assauts de ses tortionnaires pendant une demi-heure, les coups de pied de ces derniers lui brisant le larynx et lui coupant les deux jugulaires. À l'issue des débats, les cinq accusés, Paul Lachmann, cabaretier, Reinhold Kottisch, électricien, Rufin Wolnitza, mineur, August Gräupner, haveur, et Helmut Josef Müller, contrôleur, sont condamnés à mort par décapitation. Une douzaine d'autres membres de la SA locale sont condamnés à des peines d'emprisonnement pour leur implication dans le meurtre, comme pour avoir caché les meurtriers.

## Réactions du NSDAP
Et c'est là que s'enclenche la propagande nazie. Hitler accuse publiquement Papen d'être un « monstre sanguinaire » (en allemand : Bluthund) et envoie aux condamnés du 22 août 1932 un télégramme, reproduit dans le Völkischer Beobachter du 24 août : « Camarades ! Face à ce verdict sanglant, je sens qu'une fidélité sans limite me lie à vous. Votre liberté est, à cet instant, une question d'honneur pour nous. La lutte contre le gouvernement qui a rendu cela possible, notre devoir ! »,. Ce télégramme, parfois appelé le « télégramme de Potempa », secoue la société allemande.
Alfred Rosenberg poursuit dans le Völkischen Beobachter du 26 août 1932 par un article exposant la conception qu'ont les nazis du droit : « Dans le nazisme, il en va ainsi i d é o l o g i q u e m e n t. Pour lui, une âme ne vaut pas une âme, deux hommes ne se valent pas ; pour lui il n'existe pas de droit « en soi », mais le but du droit doit être l'homme a l l e m a n d, son engagement, celui de défendre l'Allemand, et le droit, comme la société, la politique et l'économie, doit contribuer à c e t t e finalité. […] la cassation de ce verdict sanglant constitue la condition p r é a l a b l e  au redressement des valeurs sociales, à un ordre nouveau protecteur du peuple »,. De leurs côtés, Joseph Goebbels dans le journal Der Angriff en appelle à la violence contre les juifs, Hermann Göring envoie de l'argent aux familles des condamnés et Ernst Röhm, le dirigeant de la SA, rend visite aux prisonniers. Les locaux du SPD sont saccagés, les vitrines des magasins tenus par des familles juives sont brisées.

## Commutation des peines
Les nazis continuant de faire pression sur le faible cabinet Papen, le président du Reich Hindenburg, sur la suggestion du Ministre de la Justice Franz Gürtner, commue la peine de mort en réclusion à perpétuité, le 2 septembre 1932. Afin de ne pas perdre la face, la présidence avance comme raison à cette commutation le fait que, lors du jugement, le tribunal n'a pas pris en compte le fait que décret d'urgence sur lequel s'appuie le jugement n'était pas encore publié, et que les auteurs du meurtre ne pouvaient donc en avoir pris connaissance.

## Conséquences
Mais le sujet restera dans les mémoires. Le 8 septembre 1932, Hitler, lors d'un discours à Munich, déclare que « dans l'État national-socialiste, jamais cinq Allemands ne seraient condamnés au profit d'un Polonais »,. Et après la prise de pouvoir par les nazis, le Cabinet Hitler décide l'amnistie pour les auteurs du meurtre de Potempa, ainsi que pour d'autres cas similaires, amnistie des « combattants précurseurs au redressement national ». Le procès est révisé par le Volksgerichtshof du juge Roland Freisler, et les cinq hommes sont libérés le 23 mars 1933.
Le pasteur luthérien Karl Steinbauer (de) et Paul Rohrbach, jusque-là soutiens à la cause nazie, se désolidarisent du mouvement après le meurtre de Potempa et la déclaration de solidarité de Hitler aux meurtriers. Ces événements ont constitué une atteinte irrémédiable à leur attachement à la constitutionnalité de la prise de pouvoir par les nazis.